# Emil Mohlin
Per Adolf Emil Mohlin, född 29 november 1854 i Järstads socken, död 5 mars 1948 i Linköping, var en svensk militär och gymnastiklärare.
Emil Mohlin var son till kyrkoherden Carl Jacob Mohlin. Han avlade mogenhetsexamen i Linköping 1875 och officersexamen 1876. Mohlin blev 1876 underlöjtnant vid Första livgrenadjärregementet, löjtnant 1882, kapten 1894, major 1904, övergick i reserven och blev överstelöjtnant i armén 1912. Han erhöll avsked 1921. Mohlin utexaminerades från Gymnastiska centralinstitutet 1880 och tjänstgjorde därefter som gymnastiklärare vid Jakobs lägre allmänna läroverk 1881–1883 och 1892–1893, vid Nya elementarskolan 1881–1883 och 1890–1892, vid Stockholms Ateneum 1880–1882, vid Palmgrens praktiska arbetsskola 1890–1892, vid Högre allmänna läroverket för gossar å Östermalm 1892 och Högre realläroverket på Norrmalm 1893–1905. 1883–1888 ägnade sig Mohlin åt sjukgymnastisk verksamhet i London, Paris och Cannes, och 1888–1889 förestod han Henrik Kellgrens institut i Baden-Baden. 1890–1893 tjänstgjorde han som extra lärare vid Gymnastiska centralinstitutet. I Linköping, där han var bosatt från 1905, var han ordförande i styrelsen för Skandinaviska Kreditaktiebolagets filial 1919–1934 och innehade flera kommunala uppdrag, bland annat var han stadsfullmäktig 1912–1916.